# Lebidia dhankutani
Lebidia dhankutani is een keversoort uit de familie van de loopkevers (Carabidae). De wetenschappelijke naam van de soort is voor het eerst geldig gepubliceerd in 1994 door Kirschenhofer.